# Артъярви

Расположение волости Артярви в 2008 году

Артярви (фин. Artjärvi, швед. Artsjö) это бывшая волость Финляндии, основана в 1865 году. Была объединена с городом Ориматтила 1 января 2011 года. Волость находилась в регионе Пяйят-Хяме. Население составляло 1412 человек (31 октября 2010), а площадь  177,01 квадратных километров. Плотность населения 7,98 человек на квадратный километр. Волость была одноязычно финская.

## Фотографии

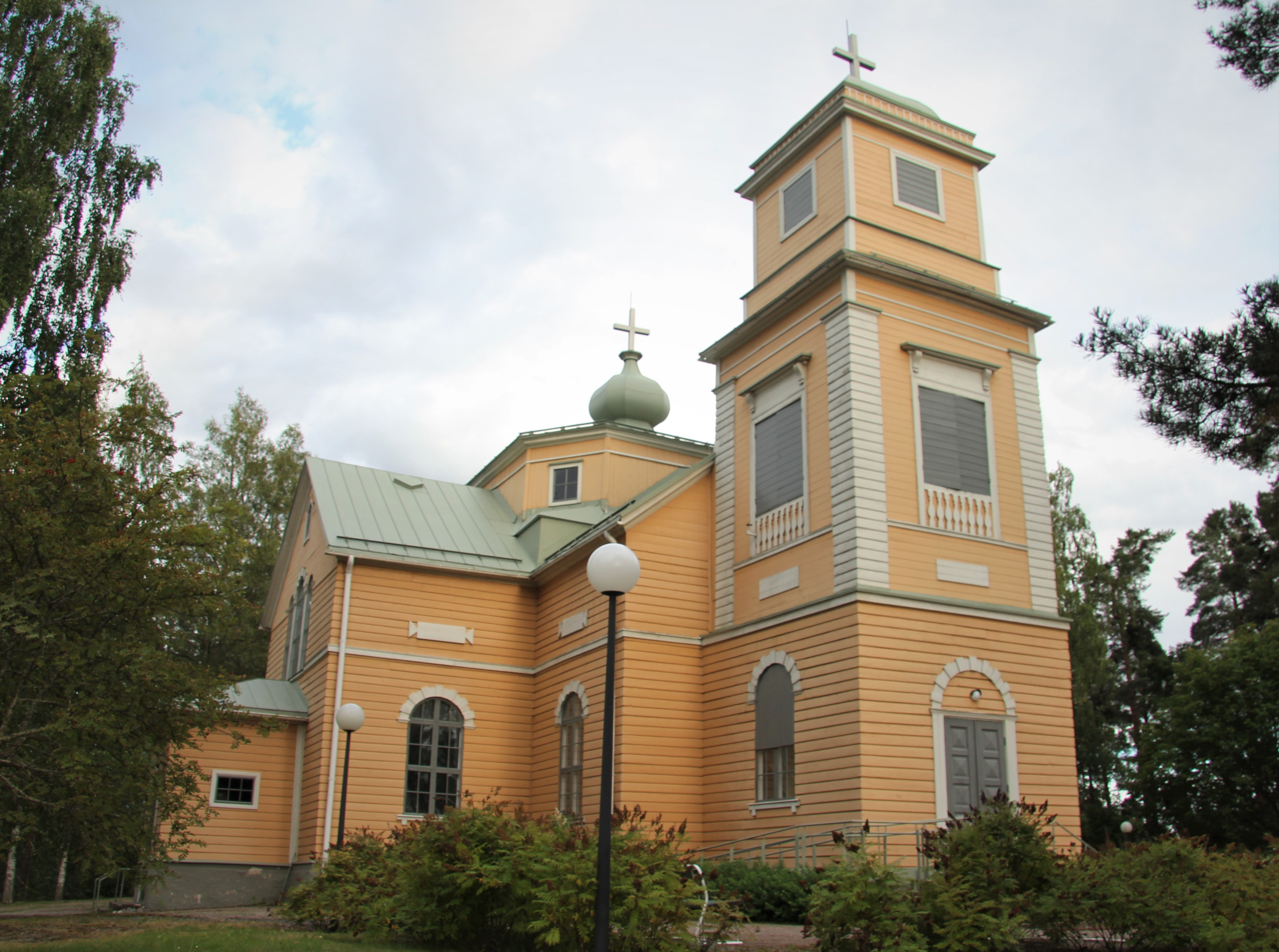
Церковь Артярви
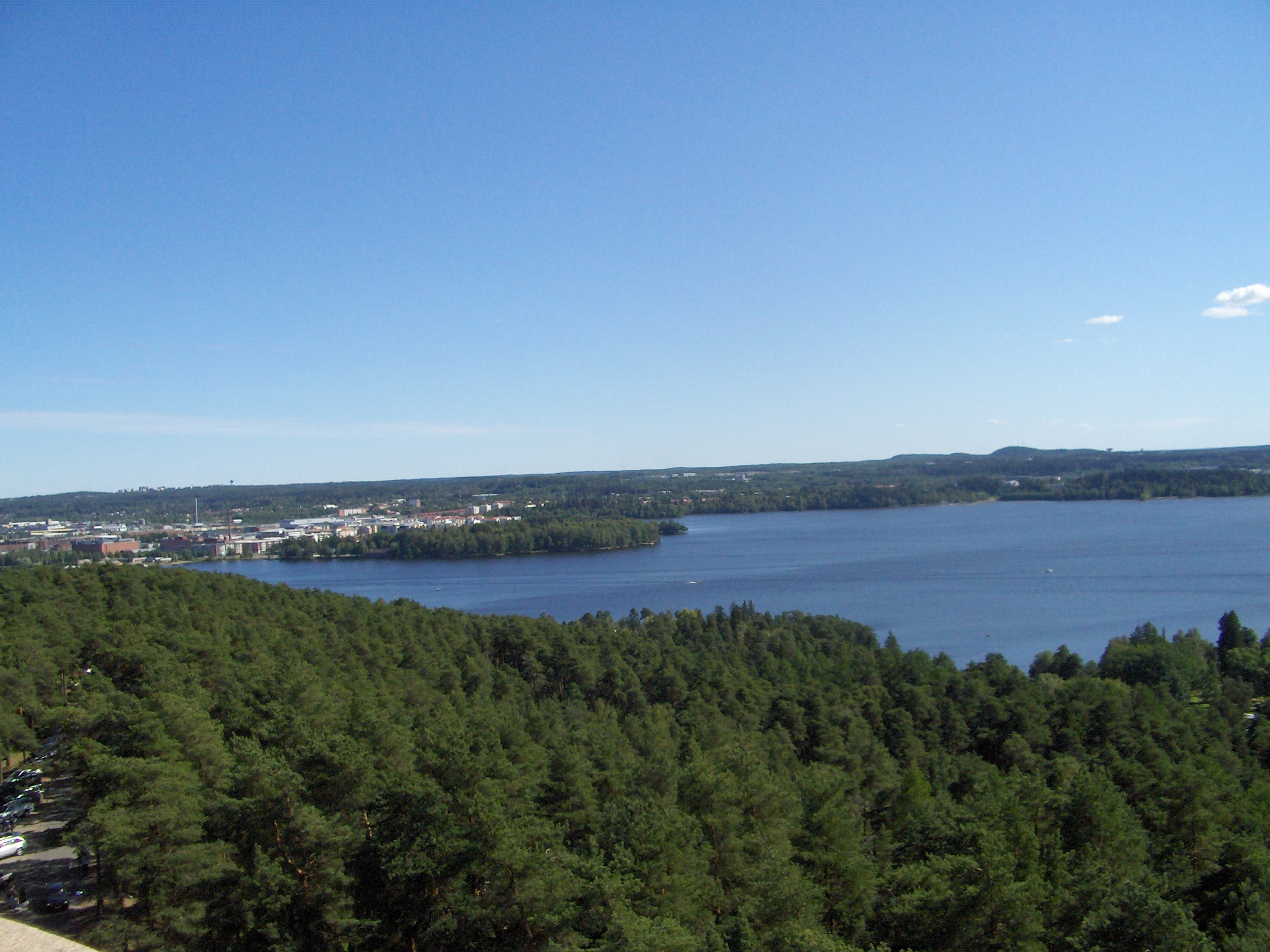
Озеро Пюхаярви
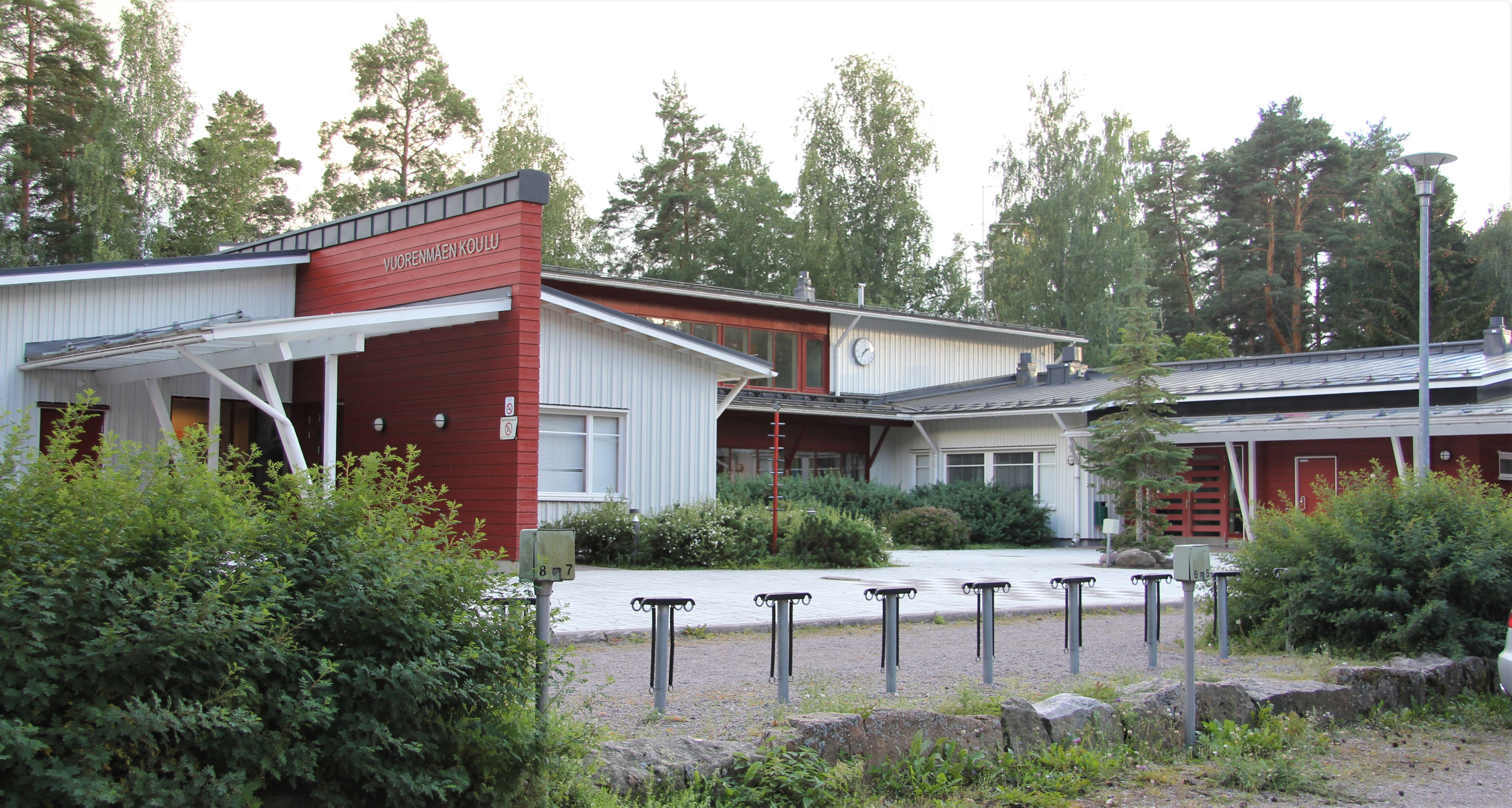
школа Вуоренмяки, Артярви
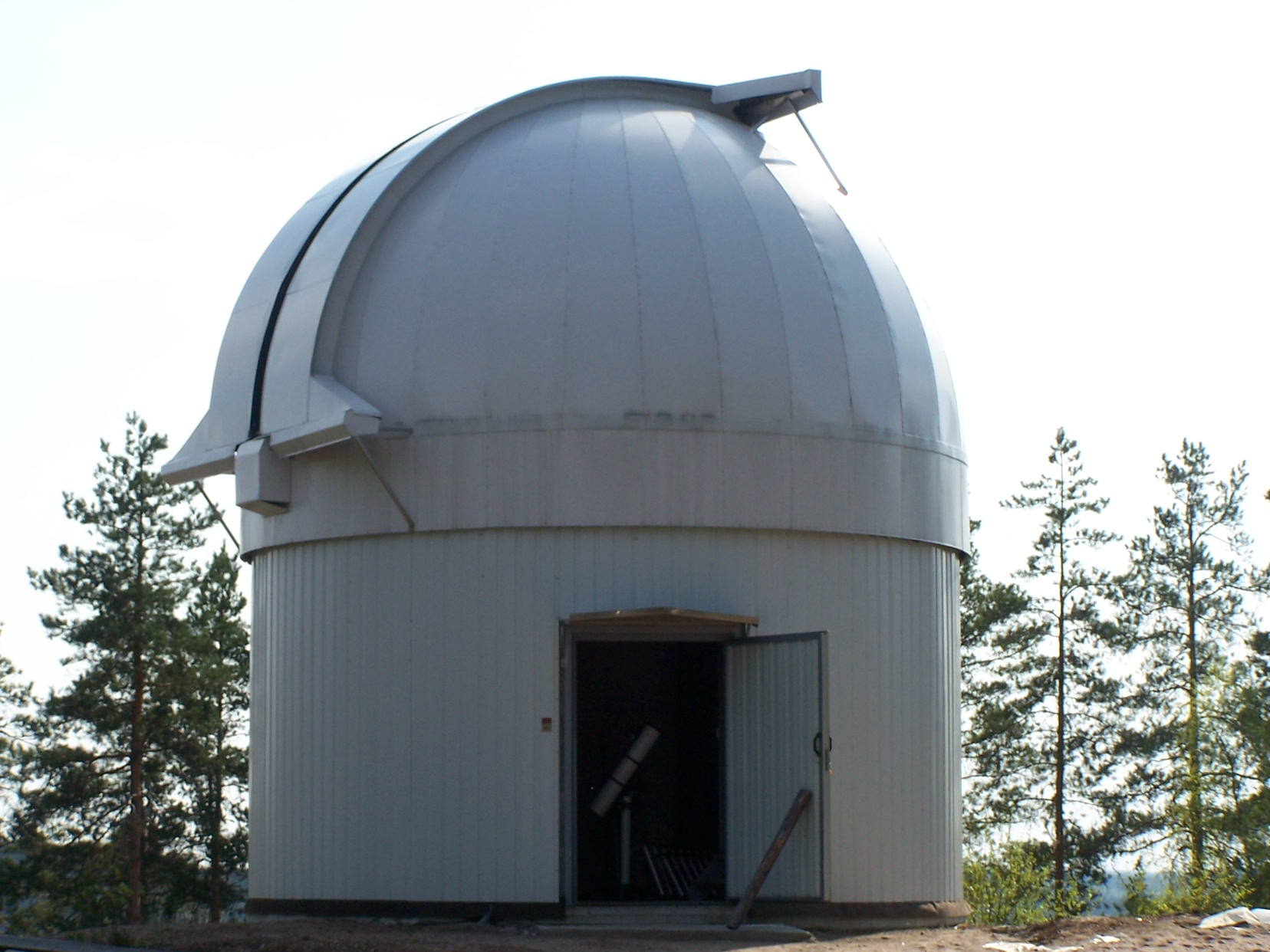
Обсерватория Тяхтикаллио (Ursa) в Артярви